# Diplazium pinnatifidum
Diplazium pinnatifidum är en majbräkenväxtart som beskrevs av Gustav Kunze.
Diplazium pinnatifidum ingår i släktet Diplazium och familjen Athyriaceae. Inga underarter finns listade i Catalogue of Life.